# Équations de Barré de Saint-Venant
Pour les articles homonymes, voir Barré de Saint-Venant.

Cinq gouttes tombent successivement dans l'angle d'un récipient à section carrée. En se propageant les ondes de gravité créées se réfléchissent sur les parois et interfèrent.

Propagation d'une onde de gravité sur un banc de sable sous marin de forme elliptique.

Les écoulements quasi-unidimensionnels, par exemple ceux des cours d'eau, sont décrits par les équations de Barré de Saint-Venant obtenues par Adhémar Barré de Saint-Venant en 1871 et précisées en 1888,.
Par extension cette appellation a été étendue aux écoulements en eau peu profonde (en anglais shallow water) qui correspondent à des problèmes quasi-bidimensionnels. On les rencontre en géophysique par exemple pour décrire les courants de marée. À ces phénomènes sont associées des ondes (onde de Rossby, onde de Kelvin, onde de Poincaré, mascaret, tsunami, onde de crue) dont l'étude de certaines d'entre elles est antérieure à 1850.
Ces écoulements sont représentatifs de milieux non dispersifs. Dans le cas contraire le milieu est décrit par les équations de Boussinesq.

## Écoulements en eau peu profonde

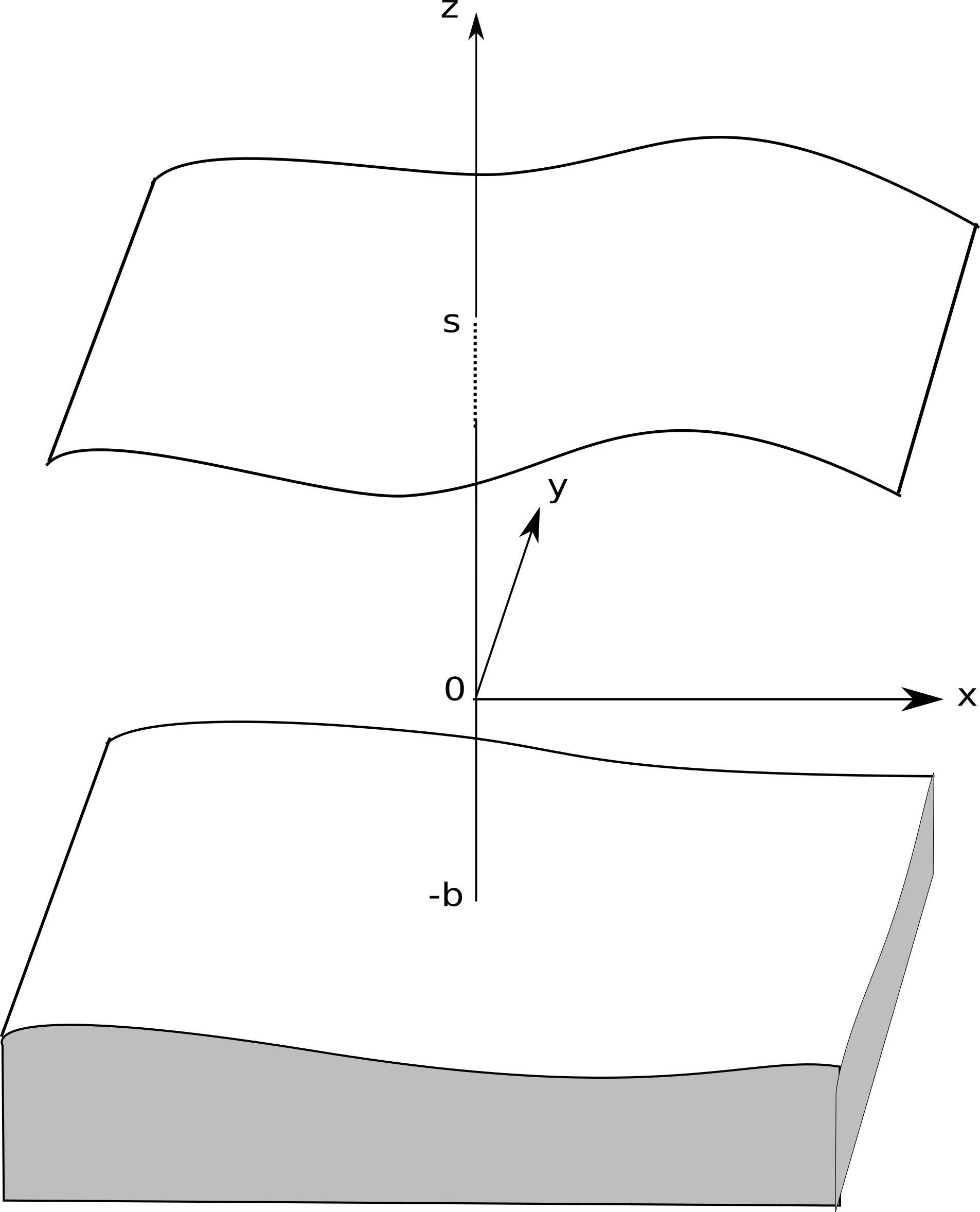
Schéma pour le système d'écoulement en eau peu profonde.

On désigne par s(x,y) l'altitude de la surface par rapport au géoïde, par b(x,y) la surface solide, par H = s - b la hauteur de fluide et g la pesanteur comptée négativement vers le bas.
Les équations des écoulements en eau peu profonde où l'on suppose la composante verticale w de la vitesse petite devant les composantes horizontales et celles-ci indépendantes de z s'écrivent
{\displaystyle {\frac {\partial s}{\partial t}}+{\frac {\partial }{\partial x}}(Hu)+{\frac {\partial }{\partial y}}(Hv)=0\,,\;\;\;\;\;H=s-(-b)=s+b}
{\displaystyle {\frac {\partial u}{\partial t}}+u{\frac {\partial u}{\partial x}}+v{\frac {\partial u}{\partial y}}+g{\frac {\partial s}{\partial x}}=0}
{\displaystyle {\frac {\partial v}{\partial t}}+u{\frac {\partial v}{\partial x}}+v{\frac {\partial v}{\partial y}}+g{\frac {\partial s}{\partial y}}=0}

Où u représente la vitesse selon l'axe x et v représente la vitesse selon l'axe y
La pression est déduite de l'équilibre hydrostatique en chaque axe vertical.
Elles se généralisent aisément dans le cas où l'on souhaite prendre en compte la force de Coriolis et plus difficilement si l'on souhaite prendre en compte les effets visqueux.
Ce système est hyperbolique et, comme tel, admet des ondes caractéristiques nommées ondes de gravité. Celles-ci ont une vitesse que l'on déduit des valeurs propres
{\displaystyle c={\sqrt {gH}}}
Une simple analyse dimensionnelle suffit à confirmer cette valeur.
On peut obtenir une description de ces ondes en écrivant l'équation de conservation de la masse multipliée par g½ et les équations de conservation linéarisées et multipliées par H½. On suppose que la direction de propagation est x
{\displaystyle {\frac {\partial }{\partial t}}(s{\sqrt {g}})+{\frac {\partial }{\partial x}}({\sqrt {H}}uc)=0}
{\displaystyle {\frac {\partial }{\partial t}}(u{\sqrt {H}})+c\,{\frac {\partial }{\partial x}}(s{\sqrt {H}})=0}
Par substitution on obtient une équation d'onde
{\displaystyle {\frac {\partial ^{2}}{\partial t^{2}}}(s{\sqrt {g}})={\frac {\partial }{\partial x}}\left(c^{2}\,{\frac {\partial }{\partial x}}\left(s{\sqrt {g}}\right)\right)}
Cette équation décrit une onde de marée (en anglais tidal wave).

Génération et propagation d'une onde comme celle d'un tsunami. La courbe en bleu pour un milieu profond conduit à la formation d'un soliton. La courbe rouge est une onde non dispersive qui forme un front raide pouvant se décomposer en un paquet d'ondes de plus faibles longueurs d'onde. Pour celle-ci la profondeur d'eau dans le calcul est de 100 m.

## Équations de Saint-Venant
Ces équations ont été décrites de manière heuristique et publiées par Saint-Venant en 1871. Elles décrivent l'écoulement quasi-unidimensionnel dans un canal ou un cours d'eau de largeur l(x). L'aire de la section droite de l'écoulement est A(x,t) et la vitesse moyenne de l'écoulement est U(x,t). La hauteur d'eau est h(y,t), compté à partir du fond z = 0. L'équation de conservation de la masse s'écrit
{\displaystyle {\frac {\partial A}{\partial t}}+{\frac {\partial }{\partial x}}(AU)=0}
L'équation de quantité de mouvement longitudinale s'écrit
{\displaystyle {\frac {\partial }{\partial t}}(hU)+{\frac {\partial }{\partial x}}(hU^{2})+gh{\frac {\partial h}{\partial x}}={\frac {\tau _{x}}{\rho }}}
τx(x,t) est le cisaillement appliqué au périmètre mouillé P(x,t).
L'équation en z est donnée par l'équilibre hydrostatique
{\displaystyle {\frac {\partial p}{\partial z}}=\rho g}
Ces équations peuvent être obtenues à partir des équations de Navier-Stokes.
On peut prendre en compte la pente α du terrain en remplaçant la gravité par sa composante en z et en introduisant la composante du poids en x
{\displaystyle {\frac {\partial }{\partial t}}(hU)+{\frac {\partial }{\partial x}}(hU^{2})+gh\cos \alpha {\frac {\partial h}{\partial x}}=gh\sin \alpha -{\frac {\tau _{x}}{\rho }}}

## Évaluation du cisaillement
Cette évaluation se fait généralement en introduisant un coefficient de frottement Cf pour la couche limite sur le périmètre mouillé
{\displaystyle \tau _{x}={\frac {1}{2}}C_{f}(h,U)\rho U^{2}}
Ce coefficient représente la part du flux de quantité de mouvement transféré à la paroi. Sa forme résulte des lois de similitude : lois de Chézy ou de Manning-Strickler
{\displaystyle C_{f}(h)={\frac {2g}{K_{s}^{2}\,h^{\frac {1}{3}}}}}
Le coefficient K résulte de l'expérience.

### Ouvrages
- (en) Hendrik C. Kuhlmann et Hans-Josef Rath (Eds.), Free Surface Flows, Springer-Verlag, 1998, 331 p. (ISBN 978-3-7091-2598-4, lire en ligne)
- Olivier Thual, Des ondes et des fluides : articles pédagogiques multimédia, Toulouse, Cépaduès, 2005, 197 p. (ISBN 2-85428-655-3)
- Olivier Thual, Hydrodynamique de l'environnement, Les éditions de l'École Polytechnique, 2010 (lire en ligne)
- (en) Geoffrey K. Vallis, Atmospheric and Oceanic Fluid Dynamics, Cambridge University Press, 2017 (ISBN 978-1-107-58841-7)